# インタードーム
インタードーム（ロシア語: Интердом、英語: Interdom）はインテルドームまたは国際子供の家とも呼ばれ、1933年にソ連のイヴァノヴォに建てられた学校で、世界各国の共産党指導者の子弟が集められて通った学校である。 
中国の毛沢東の子供3人、劉少奇の子供2人なども1947年まで通っていた。
ソ連崩壊後、チェルノブイリ原子力発電所事故に遭った子供たちが収容されたこともある。

## 参照項目
- ソ連